# Amanda Ledesma
Amanda Ledesma (Josefina Rubianes Alzuri; * 31. Dezember 1911 in Buenos Aires; † 18. Februar 2000) war eine argentinische Tangosängerin, Film- und Theaterschauspielerin.

## Leben
Ledesma nahm 1928 an einem Gesangswettbewerb im Kino Gaumont teil. Bereits wenige Tage später hatte sie begleitet von dem Gitarristen José Ricardo ihren ersten Auftritt bei Radio Prieto. Es folgten weitere Auftritte bei anderen Radiostationen, daneben spielte sie in einaktigen Farcen am Theater. Ihr Filmdebüt hatte sie 1933 in dem Film Dancing mit dem Jazzorchester  René Cóspitos und dem Tangoorchester Roberto Firpos. In Melodías porteñas war 1937 Enrique Santos Discépolo ihr Filmpartner. Beim Label Odeon nahm sie 1937 den Tango Condena und den Walzer Primavera von Discepolo auf.
In Senderos de fe (1938) trat Ledesma mit Juan Carlos Thorry auf, in De México llegó el amor (1940) hatte sie an der Seite des mexikanischen Sängers Tito Guizar die weibliche Hauptrolle. In El astro del tango und La novela de un joven pobre (1942) war Hugo Del Carril ihr Partner, in Peluquero de señoras (1941) der Komiker Luis Sandrini.
1943 tourte sie mit Héctor Stamponi durch Südamerika: von Bolivien aus nordwärts durch alle Länder bis nach Kuba und schließlich nach Mexiko. In Mexiko erlebte sie den Höhepunkt ihrer Laufbahn als Sängerin und Schauspielerin. Im Alter von 40 Jahren kehrte sie nach Argentinien zurück. Dort trat sie u. a. bei Radio Splendid, dem neu gegründeten Fernsehsender Canal 7 und in einigen Theaterproduktionen auf. Im Jahr 1956 beendete sie ihre Laufbahn.

## Aufnahmen
- Condena (von Enrique Santos Discépolo)
- Primavera (von Enrique Santos Discépolo)
- Cariño (von Luis Rubistein)
- Quién será (von Luis Rubistein)
- Imposible (von Luis Rubistein)
- Quién más quién menos (von Rodolfo Sciammarella)
- Vieja huella (von Héctor Stamponi und Ernesto Cortázar)
- Qué buscan en la mujer (von Héctor Stamponi und Ernesto Cortázar)
- Cruz (von Héctor Stamponi und Ernesto Cortázar)
- Coplas de retache (von Manuel Esperón und Ernesto Cortázar, Duo mit Jorge Negrete)

## Filmografie
- 1933: Dancing
- 1936: Canillita
- 1937: Melodías porteñas
- 1938: El último encuentro
- 1938: Senderos de fe
- 1940: De México llegó el amor
- 1940: El astro del tango
- 1941: Papá tiene novia
- 1941: Peluquería de señoras
- 1941: Si yo fuera rica
- 1942: Amor último modelo
- 1942: La novela de un joven pobre
- 1942: Mañana me suicido
- 1944: Cuando quiere un mexicano
- 1945: Marina
- 1945: Soltera y con gemelos
- 1946: La viuda celosa
- 1946: Las casadas engañan de 4 a 6
- 1948: Ave de paso
- 1949: Contra la ley de Dios
- 1949: La rebelión de los fantasmas
- 1950: Te besaré en la boca